# Tineola
Tineola és un gènere de lepidòpters tineoïdeus de la família dels tinèids (Tineidae).

## Característiques
Aquest gènere inclou l'arna de la roba comuna.

## Taxonomia
- Tineola anaphecola
- Tineola bisselliella - arna de la roba comuna
- Tineola capnogramma
- Tineola capnopis
- Tineola corticina
- Tineola crinella
- Tineola destructor
- Tineola dissociata
- Tineola diplobola
- Tineola ellipticella
- Tineola exsculpta
- Tineola flavofimbriella
- Tineola furciferella
- Tineola lanariella
- Tineola scotangela